# اسوالدو جناتسانی
اُسوالدو جناتسانی (ایتالیایی: Osvaldo Genazzani) بازیگر اهل ایتالیا است.
از فیلم‌هایی که وی در آن‌ها نقش داشته‌است، می‌توان به داستان عشق اشاره نمود.